# Herbert Norkus (veliero)
La nave scuola Herbert Norkus fu la quarta unità della classe Gorch Fock ad essere ordinata dalla Kriegsmarine.
La nave fu varata d'urgenza nel 1939 per liberare spazio in cantiere a vantaggio della produzione di sommergibili, allora prioritaria. La costruzione non fu poi mai completata e lo scafo fu usato per un periodo solo come nave caserma. Alla fine della seconda guerra mondiale la nave fu presa in consegna dalle forze armate britanniche. Le trattative per una cessione della nave al Brasile non ebbero esito; la costruzione incompleta ed ulteriori danni subiti dallo scafo nel corso di un bombardamento spinsero invece i sudamericani ad acquisire la nave gemella Albert Leo Schlageter, che dopo la guerra si trovava in possesso della Marina degli Stati Uniti. I britannici decisero allora di disfarsi della Herbert Norkus riempiendola di esplosivo ed affondandola nello Skagerrak.